# キネティックノベル
キネティックノベル（Kinetic Novel）は、株式会社ビジュアルアーツが制作するWindows用ゲームソフトの一形態。

## 概要
キネティックノベルは、一般的なアドベンチャーゲームに見られるストーリー上の選択肢を極力排しており、ゲームよりもむしろ対話式要素を盛り込んだ小説に近い。ビジュアルアーツで製作されるゲームソフトのほとんどはアダルトゲームであるが、キネティックノベルについてはすべて全年齢向けの作品とされている。
また、キネティックノベルはインターネットでのダウンロード販売を主とし、流通コストを抑え低価格での提供を実現している。ただし、『planetarian 〜ちいさなほしのゆめ〜』『神曲奏界ポリフォニカ』はパッケージ版も発売されている。なお、この2タイトルに関してはプレイステーション2への移植版も発売されている。
ネット上の販売は、当初はビジュアルアーツと提携したビー・ビー・サーブが担当していたが、後にモビーダ・エンターテインメントに移管。2006年9月をもってモビーダでの販売を終了し、2006年10月からはスター・ゲームズが運営する美少女ゲームダウンロードサイト「BGameBox」で販売が再開されたが、2013年7月19日をもって「BGameBox」も販売終了。
2006年4月28日発売の『神曲奏界ポリフォニカ 1話2話 BOXエディション』以降の作品は、しばらくocelotよりパッケージ版のみが発売されていた。
パッケージ製品になってからは、小説（ライトノベル）原作やTRPGリプレイ作品のキネティックノベル化を始めた。
DLsite等でも過去作がダウンロード販売されるようになったほか、Keyのキネティックノベル新作もダウンロード版とパッケージ版が同時に販売されるようになった。
2020年10月26日にKey キネティックノベル 公式サイト及び『Project:PORTER』（『終のステラ』）、『Project:LUNAR』（『LUNARiA -Virtualized Moonchild-』）、『Project:LOOPER』（『LOOPERS』）の3作品が発表された。
アルバム『Kinetic Novel robot trilogy arrange album “JUKEMATA”』において、『planetarian』『Harmonia』『終のステラ』がキネティックノベルのロボット三部作として扱われている。

## 作品一覧
※日付は一般向けの販売が開始された日。planetarian 〜ちいさなほしのゆめ〜等の一部作品はYahoo!BB会員に対してはその1週間前から販売を開始していた。
| 発売年 | 発売日   | タイトル                                                                            | ブランド             |
| ------ | -------- | ----------------------------------------------------------------------------------- | -------------------- |
| 2004年 | 12月5日  | planetarian 〜ちいさなほしのゆめ〜                                                  | Key                  |
| 2005年 | 1月7日   | メイデンハロー                                                                      | 大熊猫               |
| 2005年 | 2月14日  | カレと彼の間で 〜ホワイトラビリンス〜                                               | AMEDEO               |
| 2005年 | 3月28日  | TRANCEキッス                                                                        | ななせんち           |
| 2005年 | 8月8日   | 神曲奏界ポリフォニカ                                                                | ocelot               |
| 2006年 | 2月13日  | カレと彼の間で 〜再婚家族編〜                                                       | AMEDEO               |
| 2006年 | 3月6日   | 不思議の国のカノジョ                                                                | SAGA PLANETS         |
| 2006年 | 4月3日   | 紅姫                                                                                | SAGA PLANETS         |
| 2016年 | 9月23日  | Harmonia                                                                            | Key                  |
| 2021年 | 5月28日  | LOOPERS                                                                             | Key                  |
| 2021年 | 9月3日   | planetarian -雪圏球-                                                                | Key                  |
| 2021年 | 12月24日 | LUNARiA -Virtualized Moonchild-                                                     | Key                  |
| 2022年 | 9月30日  | 終のステラ                                                                          | Key                  |
| 2023年 | 4月28日  | プリマドール：冬空花火／雪華文様                                                    | Key                  |
| 2024年 | 5月31日  | プリマドール：無名典礼                                                              | Key                  |
| 2024年 | 12月20日 | ホーリーアンデッド 〜非モテでぼっちの死霊術士が、聖女に転生してお友達を増やします〜 | キネティックノベルス |
| 2025年 | 4月24日  | 根暗なクラスメイトが俺の胃袋を掴んで放してくれない                                  | エンターグラム       |
| 2025年 | 10月24日 | LOOPERS PLUS                                                                        | Key                  |
| 2025年 | 11月28日 | 虹彩都市                                                                            | Key                  |
| 未発表 | 未発表   | プリマドール：皇都探偵                                                              | Key                  |
| 未発表 | 未発表   | プリマドール・アンコール                                                            | Key                  |

以下はパッケージ販売のみ。一部再版を扱う。
| 発売年 | 発売日   | タイトル                                                   | ブランド |
| ------ | -------- | ---------------------------------------------------------- | -------- |
| 2006年 | 4月28日  | 神曲奏界ポリフォニカ 1&2話BOXエディション                  | ocelot   |
| 2007年 | 5月25日  | 神曲奏界ポリフォニカ 3&4話完結編                           | ocelot   |
| 2007年 | 6月29日  | 神曲奏界ポリフォニカ Memories White ファーストエモーション | AMEDEO   |
| 2007年 | 7月13日  | 神曲奏界ポリフォニカ Memories White エンドレスアリア       | AMEDEO   |
| 2007年 | 8月10日  | 神曲奏界ポリフォニカ THE BLACK                             | KuroCo   |
| 2007年 | 11月30日 | デモンパラサイト〜悪魔のような天使の彼女                   | ocelot   |
| 2009年 | 8月28日  | 名探偵失格な彼女                                           | issue    |
| 2009年 | 12月25日 | 神曲奏界ポリフォニカ AFTER SCHOOL                          | ocelot   |
| 2010年 | 4月30日  | planetarian ちいさなほしのゆめ メモリアルエディション      | Key      |
| 2010年 | 9月24日  | ソード・ワールド2.0リプレイ たのだん いにしえの船を追えっ! | ocelot   |
| 2011年 | 7月22日  | 神曲奏界ポリフォニカ プラス                                | ocelot   |
| 2011年 | 8月26日  | ノーブルリージュ! 1&2話BOXエディション                     | mana     |
| 2012年 | 8月24日  | 不死鬼譚きゅうこん 千年少女                                | ocelot   |
| 2012年 | 12月21日 | 葬送鬼レギナルト                                           | ocelot   |
| 2016年 | 7月29日  | planetarian ～ちいさなほしのゆめ～ HDエディション          | Key      |

## キネティックノベルス
『キネティックノベルス』は、2022年9月22日に創刊された書籍（ライトノベル）レーベル。なろう系コンテンツブランドで、ビジュアルアーツの新人登竜門『キネティックノベル大賞』受賞作品のコンテンツを扱う。ビジュアルアーツの発行の下、パラダイムから発売されている。一部の作品はキネティックノベルとしてゲーム化が行われている。
作品一覧
- ホーリーアンデッド～非モテでぼっちの死霊術士が、聖女に転生してお友達を増やします～（著者：ばーど、イラスト：刃天）
- 主従そろって出稼ぎライフ！（著者：吐息、イラスト：LLLthika）
- 空想力学少女とぼくの中二病～転校初日にキスした美少女は、アオハル大好きな人魚姫でした～（著者：雪車町地蔵、イラスト：さとみよしたか）
- 【収納空間】を極める男〜俺はモンスターを狩りたいだけなのにぃ！〜（著者：森たん、イラスト：もりのみのり）
- 戦隊ヒロインのこよみさんは、いつもごはんを邪魔される！（著者：サンボン、イラスト：濱田麻里）
- TSロリサキュバスの健全配信活動！（著者：吉武止少、イラスト：たん旦）